# Пањковић
Пањковић је претежно српско презиме. Према за сада доступним траговима, који су веома малобројни на територији данашње Србије, а поготово су малобројни на просторима данашње Хрватске због паљевине и честих ратних пустошења, може се рећи да се презиме Пањковић (односно изворни облик Пањковиц) појављује први пут почетком 1200. године и то на просторима данашње а некада.
Истраживања на тему миграције је вршио професор Милан (Михајло) Пањковић из Новог Сада. Његов научни рад је обухватао период од 1200. до 1990. године, а односио се искључиво на Балканско полуострво. Тако су по њему сви Пањковићи које данас срећемо на просторима бивше СФРЈ (односно на територијама данашњих самосталних државица: Македоније, Црне Горе, Србије, Хрватске, Босне и Херцеговине и Словеније) мигрирали до данашњих станишта са простора „Скопске Црне Горе“. Њихово кретање је ишло у три смера. Први смер је био директно на север и траг те групе досеже у данашње државе централне и северне Европе. Други смер је ишао северозападно (преко територије данашње Босне и завршавао се на територији пограничног појаса аустрије и Италије. Трећи смер је ишао директно на запад уз јадранску обалу и завршио се у Лици на подручју данашње Хрватске, због чега је у нашем народу презиме Пањковић познато као личко презиме. Сам крај подно планине Велебит, Крбавско поље и околина нису били баш плодоносни терени, тако да су Пањковићи тешко живели. Породице су биле многобројне (забележени су подаци о брачним паровима са по тринаесторо деце) али су због немаштине и тада неизлечивих болести бивале десетковане.
у потрази за бољим животом млади и способни су кретали "трбу'ом за крувом", а њихова природна способност опстанка им је помагала да на најразличитије начине отпутују. Овде је интересантно као илустрацију навести пример Николе Тесле нашег чувеног научника и проналазача који је и сам био личанин. Наиме прича каже да је млади Тесла пред сам полазак брода изгубио карту, а да му је његово памћење помогло да пред капетаном докаже како није некакав слепи путник који покушава да се укрца причом о изгубљеној карти, јер је капетану и осталима казао тачан серијски број издате му карте и тако су га пустили да се укрца.
 Овакве и сличне приче данас има скоро свака породица Пањковић. Исељавањем и одласком у „бели свет“ презиме Пањковић се појављује као усељеничко презиме у, како би личани рекли, "Америки" и "Остралији".
Због тешкоћа које су имали приликом представљања и при употреби свог презимена на потребним документима, врло брзо прилагођавају изговор презимена Пањковић и његову писану форму тако да се за данашње презиме Панковиц, Панковицх и Панкович са сигурношћу може доказати да потичу од Пањковића из Лике. Тиме се на неки начин затвара круг који је почео првим забелешкама и потврдама о члановима породице Панковиц (како се некада писало).

## Познати људи
- Милан Пањковић, професор историје и географије. Рођен 1929. године у селу Карађорђеву које се налази 10км о Бачке Тополе. Умро у Новом Саду 2002. године